# Frederic W.H. Myers
Frederic W.H. Myers (ur. 1843, zm. 1901) – angielski poeta, eseista, literaturoznawca i badacz zjawisk paranormalnych, współzałożyciel Psychical Research Society.

## Życiorys
Frederic William Henry Myers urodził się w miejscowości Keswick w hrabstwie Cumberland. W latach 1860–67 był studentem, a od 1865-68 także wykładowcą w Trinity College na Uniwersytecie Cambridge . W 1872 roku porzucił karierę uniwersytecką, by objąć posadę inspektora szkolnego. Zmarł w Rzymie 17 stycznia 1901 roku.

## Twórczość
Frederic W.H. Myers pisał poezje, eseje i książki z dziedziny parapsychologii. Jego najbardziej znanym dziełem poetyckim jest poemat Saint Paul ogłoszony w 1867 roku. Za jego najdojrzalsze liryki uchodzą utwory z tomu The Renewal of Youth (1882). Napisał między innymi poematy The Translation of Faith, Saint John the Baptist i Hesione. Był uważany za znawcę poezji Wiliama Wordswortha i Wergiliusza. Jest autorem prac o zjawiskach paranormalnych, jak Human Personality and Its Survival of Bodily Death (1903), Phantasms of the Living (1886), Science and a Future Life (1893). Wprowadził do obiegu pojęcie telepatii.